# Shrewsbury and Atcham
Shrewsbury and Atcham var ett distrikt i grevskapet Shropshire i England. Distriktet har 95 850 invånare (2001). Det blev 2009 en del av kommunen Shropshire.

## Civil parishes
- Acton Burnell, Alberbury with Cardeston, All Stretton, Astley, Atcham, Bayston Hill, Berrington, Bicton, Buildwas, Cardington, Church Preen, Church Pulverbatch, Condover, Cound, Cressage, Ford, Frodesley, Great Hanwood, Great Ness, Harley, Hughley, Kenley, Leebotwood, Leighton and Eaton Constantine, Little Ness, Longden, Longnor, Minsterley, Montford, Pimhill, Pitchford, Pontesbury, Ruckley and Langley, Sheinton, Smethcott, Uffington, Upton Magna, Westbury, Withington, Wollaston, Woolstaston och Wroxeter and Uppington.[2]